# Exephanes tibialis
Exephanes tibialis är en stekelart som beskrevs av Tohru Uchida 1926. Exephanes tibialis ingår i släktet Exephanes och familjen brokparasitsteklar. Inga underarter finns listade i Catalogue of Life.